# La Beauté de l'idée
Singles
1. Underground
Sortie : 25 novembre 2014

La Beauté de l’idée est le premier album solo de Dominik Nicolas (cofondateur et guitariste du groupe Indochine), paru le 25 mai 2015, sur le label indépendant Verycords.

## Historique
Vingt-et-un ans après avoir quitté Indochine, Dominik Nicolas revient sur le devant la scène rock française, avec un album pop/ rock nourrit par plusieurs décennies d'influences musicales, entre les années 1980, avec un mélange d'électronique avec l'avènement des machines, de mélodies earlier-Indochine, de voix blanche, rappelant Daho ou Daniel Darc, tout en y intégrant de la modernité. Parfois agrémentées d'une voix féminine : Daphné Robberechts sur L'Amour, sa fille Nais sur A ne pas croire .
Il déclara à propos de cet album : 
« Cet album mêlera tout ce que j'ai toujours aimé écouter, composer, et il ressemblera aussi à l'homme que je suis aujourd'hui à l'âge que j'ai. » Il « aborde des thèmes tels que la liberté, l’évasion, les secrets, l’amour, mes illusions et désillusions. Il raconte ma vie en quelque sorte. »
En 2010, Dominik décide de se remettre au travail et de mettre à profit, en termes de son uniquement, ce que ses compositions de 2004 lui avaient apporté. C'est là que qu'il a écrit des chansons comme Mon Rêve (poème de Paul Verlaine) ou Tony B. Même s'il su exactement où aller musicalement il lui manquait une unité textuelle dans ses compositions. En 2013, Il rencontre Noël Matteï, chanteur et parolier via les réseaux sociaux ce qui a été révélateur pour lui.
« L'alchimie entre ses textes et mes musiques a tout de suite fonctionné, les thèmes de No collent parfaitement à mon personnage et à mon univers, il a écrit des textes que j'assume complètement et leur double lecture laissera à chacun la possibilité d’y trouver des sens différents. »
Composés de treize titres, dont la musique a été composé et interprété entièrement par l'artiste y compris sur les arrangements de la seule reprise de cet album, le titre Sous quelle étoile suis-je né? de Michel Polnareff.

## Liste des titres
Toutes les paroles sont écrites par Noël Matteï, sauf indication, toute la musique est composée par Dominique Nicolas, sauf indication.
| No  | Titre                           | Paroles                         | Musique           | Durée |
| --- | ------------------------------- | ------------------------------- | ----------------- | ----- |
| 1.  | Ici                             | Noël Matteï                     | Dominique Nicolas | 4:51  |
| 2.  | L’amour                         | Noël Matteï                     | Dominique Nicolas | 4:18  |
| 3.  | Le soleil est comme toi         | Noël Matteï                     | Dominique Nicolas | 4:14  |
| 4.  | Underground                     | Noël Matteï                     | Dominique Nicolas | 4:51  |
| 5.  | La balançoire                   | Noël Matteï                     | Dominique Nicolas | 4:21  |
| 6.  | Dis comme moi                   | Noël Matteï                     | Dominique Nicolas | 3:53  |
| 7.  | Sous quelle étoile suis-je né ? | Michel Polnareff/ Franck Gérald | Michel Polnareff  | 4:02  |
| 8.  | À ne pas croire                 | Nais Nicolas                    | Dominique Nicolas | 4:33  |
| 9.  | Une fois, encore                | Noël Matteï                     | Dominique Nicolas | 5:11  |
| 10. | Mon rêve                        | Paul Verlaine                   | Dominique Nicolas | 3:39  |
| 11. | Légers comme l'air              | Noël Matteï                     | Dominique Nicolas | 4:06  |
| 12. | Une ville sans néons            | Noël Matteï                     | Dominique Nicolas | 4:09  |
| 13. | Instagram                       | Noël Matteï                     | Dominique Nicolas | 6:41  |

## Crédits
- Enregistré au home studio en Corrèze en 2014
- Ingénieurs du son : Charles De Schutter
- Mixé au studio Rec'N Roll Studio à Bruxelles par Charles De Schutter
- Production réalisation : Dominique Nicolas
- Producteur exécutif : Dominique Nicolas
- Textes : Noël Matteï/ Nais Nicolas
- Chœurs : Daphné Robberechts / Nais Nicolas
- Management : Mathieu De Middeleer (Popline)
- Maison de disque : Verycords
- Conception pochette : Peggy M. et Scarlett Owls[5]